# 馬希特倫克
马希特伦克（德语：Marchtrenk）是奧地利的城鎮，位於該國北部特勞恩河畔，由上奧地利負責管轄，面積23平方公里，海拔高度304米，2012年人口12,371。第二次世界大戰期間，德國在1938年至1945年佔領該鎮。此城市最古老的建築物為市中心的教堂，於1487年建造完成。